# فيليب وونغ
فيليب وونغ (بالصينية: 黃宜弘) هو شخصية أعمال وسياسي صيني، ولد في 23 ديسمبر 1938 في الصين. حزبياً، نشط في التحالف الجديد لهونغ كونغ ‏. وقد انتخب عضو المجلس التشريعي لهونغ كونغ (1 يوليو 1998 – ) وانتخب عضو مجلس الشعب الصيني ‏ عن دائرة هونغ كونغ خلال فترته النيابية ‏ وانتخب عضو المجلس التشريعي المؤقت ‏.